# نیروی هوایی لیتوانی
نیروی هوایی لیتوانی (لیتوانیایی: Lietuvos karinės oro pajėgos (LK KOP)) نیروی هوایی زیرمجموعه نیروهای مسلح لیتوانی است، که فعالیت خود را از سال ۱۹۱۹ آغاز کرد.